# Diadinoksantyna
Diadinoksantyna – organiczny związek chemiczny z grupy ksantofili. Występuje u wielu grup systematycznych glonów, np. euglenin, tobołków i brunatnic (obok fukoksantyny).